# Amphipoea americana
Amphipoea americana (tên tiếng Anh: American Ear Moth) là một loài bướm đêm thuộc họ Noctuidae. Nó được tìm thấy ở vùng bờ biển miền bắc Hoa Kỳ và miền nam Canada.
Sải cánh dài 28–35 mm. Con trưởng thành bay từ tháng 7 đến tháng 9 tùy theo địa điểm.

## Phụ loài
- Amphipoea americana americana
- Amphipoea americana pacifica